# Stuff Smith

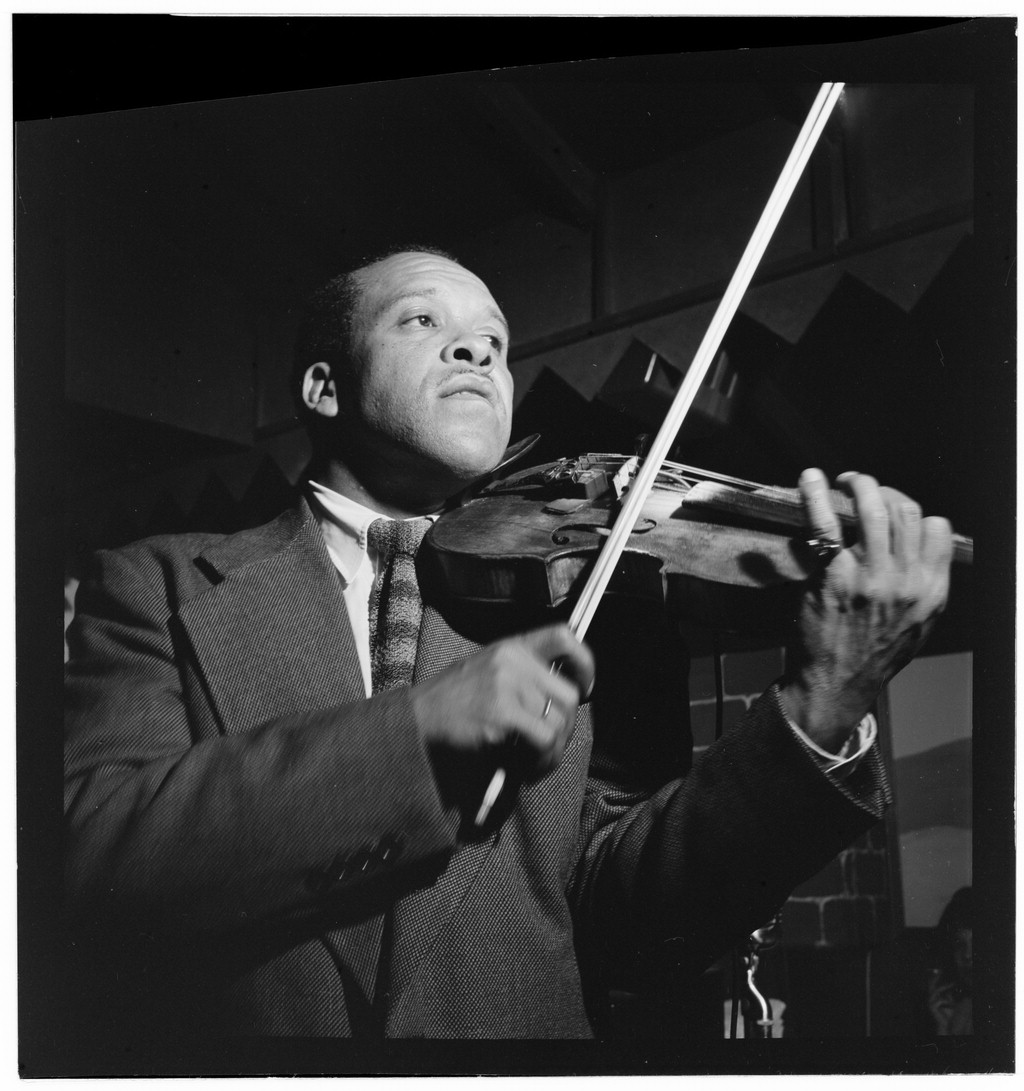
Stuff Smith (Foto: William P. Gottlieb)

Stuff Smith (* 14. August 1909 in Portsmouth, Ohio als Hezekiah Leroy Gordon Smith; † 25. September 1967 in München) war ein US-amerikanischer Jazzmusiker und Violinist, Band-Leader und Sänger. Er gilt neben Joe Venuti und Stéphane Grappelli als wichtigster Violinist der Swing-Ära.

## Leben
Smith lernte das Violinspiel ab sechs Jahren von seinem Vater, einem Geiger, und spielte in der Familien-Band (die Mutter war Pianistin). Ab 1924 besuchte er die Johnson C. Smith University, ursprünglich um klassische Musik zu studieren, das Kennenlernen der Musik von Louis Armstrong bewirkte aber eine Wendung zum Jazz. In den 1920er Jahren spielte er in der Band von Alphonse Trent in Texas (kurzzeitig auch mit Jelly Roll Morton), mit dem er auch nach Buffalo ging, wo er in den 1930er Jahren eine eigene Band gründete. Berühmt sind seine Aufnahmen aus dem Onyx Club in New York, wo er mit seinem Quintett Stuff Smith and his Onyx Club Boys ab 1935 regelmäßig auftrat (Aufnahmen von 1936 bis 1937). Dabei waren der Schlagzeuger Cozy Cole und der Trompeter Jonah Jones, mit dem er auch tourte und der ebenfalls sang. Wie sein großes Vorbild (so seine eigenen Worte) Louis Armstrong gab er dabei auch komische Vokaleinlagen (etwa You’s Yiper, I’se a Muggin’).
Im März 1936 hatte Smith seinen einzigen Hit in den Billboard-Charts; der für Vocalion eingespielte Song “I’se a Muggin’” erreichte Platz 19. Die Zusammenarbeit mit Jonah Jones endete, als er 1938 nach Hollywood ging. Er spielte auch mit Coleman Hawkins sowie mit Charlie Parker und Dizzy Gillespie, obwohl er dem Bebop kritisch gegenüberstand. Er gilt als erster Musiker, der seine Violine elektrisch verstärkte (in seiner Onyx Club-Zeit). In den 1950er Jahren war er wieder in Kalifornien, trat häufiger als Solist auf, nahm für Verve auf (u. a. mit Ella Fitzgerald, Dizzy Gillespie und in Violins no end mit Oscar Peterson und Stéphane Grappelli) und nahm auch an Nat King Coles After Midnight Sessions bei Capitol teil. 1965 zog er nach Kopenhagen, von wo aus er viel in Europa tourte (u. a. auf der MPS-LP Violin Summit mit Grappelli, Svend Asmussen, Kenny Drew, Niels-Henning Ørsted Pedersen, Jean-Luc Ponty). Zu dieser Zeit war er aber schon schwer krank.
Den Spitznamen Stuff soll er erhalten haben, weil er Leute, an deren Namen er sich nicht erinnern konnte, so anredete.
Der Onyx Club lag an der Ecke 35. West und 52. Street. Er eröffnete 1927 als Speakeasy und wurde 1949 geschlossen.

## Diskographische Hinweise
- Stuff Smith & His Onyx Club Boys 1936–1939 (Classics)
- Stuff Smith 1939–1944 (Classics)
- The Stuff Smith Trio (Progressive, 1943) mit Jimmy Jones, John Levy
- Stuff Smith 1944–1946 (Classics)
- Stuff Smith/Dizzy Gillespie/Oscar Peterson (Verve, 1957)  mit Wynton Kelly, Red Callender, J. C. Heard
- Violins No End – Stéphane Grappelli, Stuff Smith (Pablo Records, 1984)
- Call On a Hot Fiddle (Verve, 1959)
- late Woman Blues (Storyville, 1965)

## Sammlungen
- The Complete Verve Stuff Smith Sessions – 1956/1959 – (Mosaic – 1999) 4 CDs mit Jimmy Jones, Red Callender, Carl Perkins, Curtis Counce, Frank Butler, Oscar Peterson, Barney Kessel, Ray Brown, Alvin Stoller, Dizzy Gillespie, Wynton Kelly, Paul West, J. C. Heard, Shirley Horn, Paul Smith, Red Mitchell, Ray Nance, Kenny Burrell, Milt Hinton, Osie Johnson